# Cleretum hestermalense
Cleretum hestermalense är en isörtsväxtart som först beskrevs av Ihlenf. och Struck, och fick sitt nu gällande namn av Klak. Cleretum hestermalense ingår i släktet Cleretum, och familjen isörtsväxter. Inga underarter finns listade i Catalogue of Life.